# Wrótka za Dziobem
Wrótka za Dziobem (słow. Vrátka za Ľadovým pazúrom) – przełęcz w Kapałkowej Grani w słowackiej części Tatr Wysokich. Znajduje się w zachodniej grani Pośredniej Kapałkowej Turni i oddziela jej wierzchołek od Kapałkowego Dzioba. Jest to wąska przełęcz, położona w pobliżu Kapałkowego Dzioba.
Północne stoki Wrótek za Dziobem i sąsiednich obiektów opadają do Kapałkowego Koryciska, odgałęzienia Doliny Śnieżnej, południowe – do Doliny Suchej Jaworowej. Przełęcz jest wyłączona z ruchu turystycznego, taternicy mogą wejść na nią wybitnym żlebem z Doliny Suchej Jaworowej lub stromą rynną z Kapałkowego Koryciska.
Pierwsze wejścia:
- letnie – Gyula Komarnicki i Roman Komarnicki, 30 lipca 1909 r., przy przejściu granią,
- zimowe – Čestmír Harníček, Arno Puškáš, Karel Skřipský i Jozef Velička, 26 marca 1953 r., przy przejściu granią[2].